# Windmill-Inseln
Die Windmill-Inseln sind ein Archipel zahlreicher flacher und felsiger Inseln und Felsenriffe mit einer Ausdehnung von 10 km Breite und 27 km Länge vor der Budd-Küste im ostantarktischen Wilkesland. Sie liegen zwischen dem nördlichen Rand des Law Domes und dem südlichen Ausläufer des Vanderford-Gletschers parallel zum Ostufer der Vincennes Bay.
Das Advisory Committee on Antarctic Names benannte sie 1955 nach der von Gerald Ketchum geleiteten Operation Windmill (1947–1948), da Mitglieder dieser Expedition auf der Holl-Insel im Südwesten des Archipels landeten, um eine Basis für die Operation Highjump (1946–1947) einzurichten. Der Begriff „Windmill“ (englisch für Windmühle) ist eine Umschreibung der bei Ketchums Expedition vielfach eingesetzten Hubschrauber.
Aus dem Alter und der Metamorphosen der Gesteine kann auf eine geodynamische Entwicklung im Mesoproterozoikum geschlossen werden. Diese Prozesse korrelieren mit denjenigen im westaustralischen Albany-Fraser-Gürtel, welche auf gemeinsame tektonische Prozesse hinweisen.

## Geographische Struktur
Die Windmill-Inseln bestehen aus einer Vielzahl von größeren und kleineren Inseln. Größere Inseln bzw. Inselgruppen sind z. B. die Swain-Inseln am nördlichen Ende des Archipels, Shirley Island, Beall Island, Cronk-Inseln, Ardery-Insel, Odbert-Insel, Holl-Insel, Ford Island, Cloyd Island, Herring Island und Peterson Island.
Aufgrund vergleichbarer geodynamischer Entwicklung werden die Clark-Halbinsel, die Bailey-Halbinsel, die Mitchell-Halbinsel, die Halbinsel Robinson Ridge und die Browning-Halbinsel ebenso dem erweiterten Begriff der Windmill-Inseln zugerechnet wie benachbarte Nunatakker. Zu diesen zählen die Alexander-Nunatakker, der Campbell-Nunatak und der Haupt-Nunatak.
Auf der Clark-Halbinsel befindet sich die inzwischen aufgegebene US-amerikanische Wilkes-Station, auf der Bailey-Halbinsel die von Australien betriebene Casey-Station.

## Topographie
Die Halbinseln bestehen typischerweise aus niedrigen, abgerundeten Hügeln mit Höhen von nur wenig über 100 Metern und dazwischen liegenden Tälern, die mit Eis bzw. Schnee, Moränen oder Detritus gefüllt sind.
Die Inseln wurden anhand ihrer Topographie in drei Gruppen aufgeteilt. Diejenigen, die sich vor den Halbinseln Clark, Bailey und Mitchell befinden, liegen größtenteils tief und nehmen in Richtung Süden allmählich an Höhe zu. Die im Norden vorgelagerten Donovan-Inseln und Frazier-Inseln haben ausgedehnte Klippen, die aus dem Meer herausragen. Die Inseln zwischen der Mitchell-Halbinsel und dem Vanderford-Gletscher sind steil und rau und weisen hohe Klippen auf, die sich aus dem tiefen Wasser des südlichen Teils der Vincennes Bay erheben. Einige dieser Inseln erreichen eine Höhe von etwas über 110 Meter.

## Geologie

### Gesteine und Alter

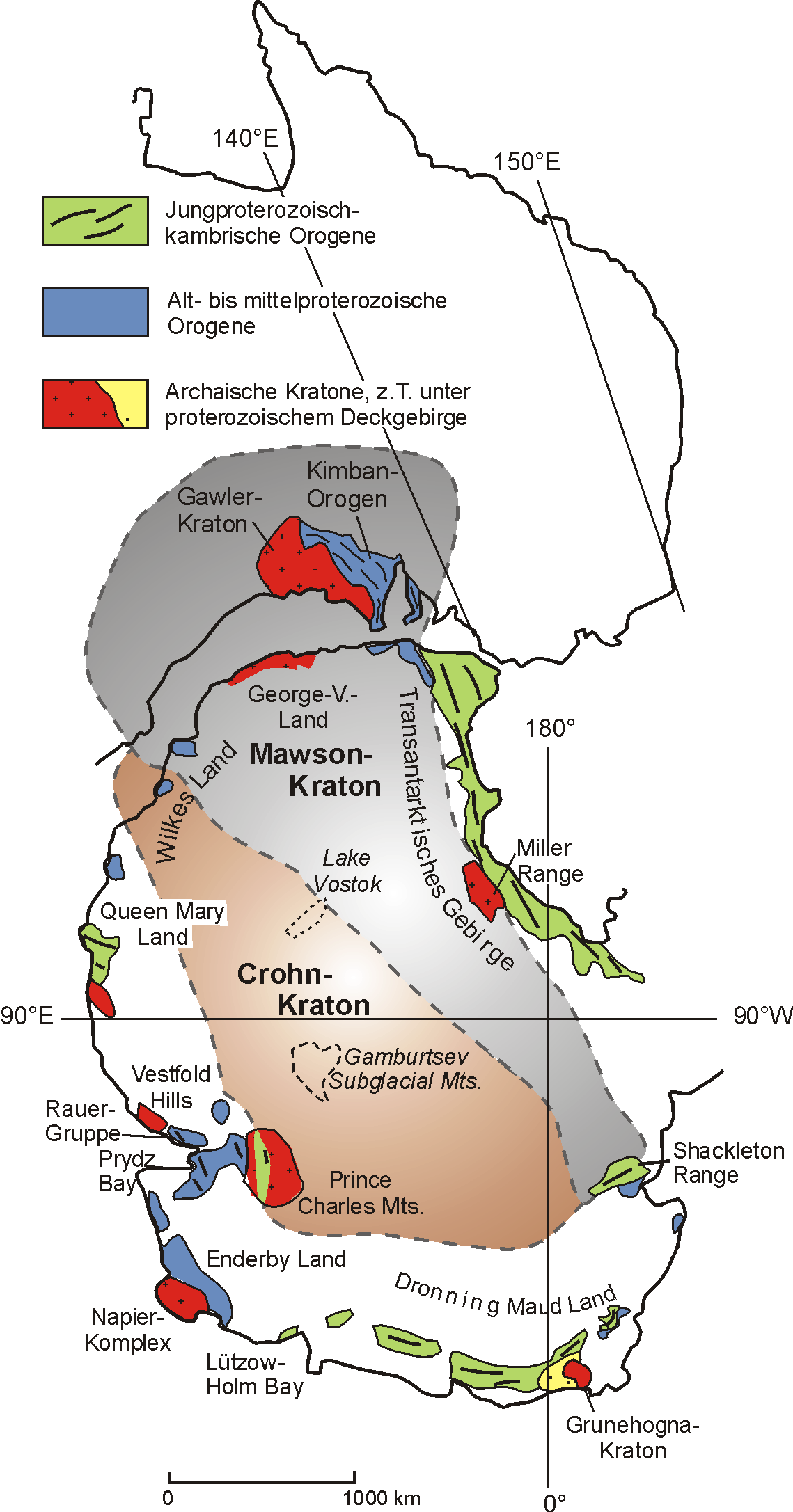
Rekonstruktion des mittelproterozoischen Mawson-Kratons mit seinen Bruchstücken in Südaustralien und Antarktika

Die Windmill-Inseln bestehen überwiegend aus den Windmill Metamorphics mit Metasedimenten, den Ardery Charnockiten und den Ford Graniten sowie Moränensedimenten. Die Windmill Metamorphics sowie die Ardery Charnockite umfassen etwa 70 Prozent der Gesteinsvorkommen.

#### Windmill Metamorphics
Die Windmill Metamorphics bilden eine schichtweise abgelagerten suprakrustalen Sequenz aus verschiedenen granatführenden Graniten und granathaltigen folierten Granitgneisen sowie Migmatiten. Die Gesteinschemie der Protolithe (Ausgangsgesteine) legt nahe, dass sie wahrscheinlich aus felsischen und basischen Magmatiten mit eingebetteten Sedimenten bestanden. Letztere hatten ein Spektrum von grauwackeartigen Sandsteinen bis hin zu Schiefern. Die Windmill Metamorphics entwickelten sich hauptsächlich auf den Clark-, Bailey- und Mitchell-Halbinseln sowie den vorgelagerten Inseln und geringfügig auch auf Herring Island. Auf den Halbinseln lagerten sich regional Metapelite und Metapsammite ab. Auf der Mitchell-Halbinsel und den vorgelagerten Inseln bildeten sich stellenweise migmatitische Gneise.
Mittels geochronologischer und geochemischer Methoden wurden repräsentative Gesteine hinsichtlich ihrer Alter und geodynamischen Entwicklung untersucht. Proben von unterschiedlichen Graniten und Gneisen weisen ein Alter von ca. 1.250 bis 1.240 mya auf, welches als deren Platznahme interpretiert wird. In ihnen kommen vererbte magmatische Zirkone vor, die ein Alter um 1.370 mya haben, wodurch magmatische Aktivitäten und die Bildung von Protolithen belegt wird.
Die Granite und Gneise weisen ähnliche geochemische und isotopische Zusammensetzungen auf. Sie entwickelten sich vermutlich infolge partiellem Aufschmelzen einer paläoproterozoischen unteren Erdkruste in einem Subduktionsregime mit inselbogenänlichen Komplexen, die an den westlichen Mawson-Kratonrand akkretierten.
In den sedimentären Metapeliten und Metapsammiten sind vererbte Zirkone enthalten, die aus den Leucosomen von Migmatite stammen, die sich vor den Deformationsphasen bildeten. Sie weisen ein Altersspektrum von ca. 2.600 bis 1.400 mya auf.

#### Ardery Charnockite
Die Ardery Charnockite erstrecken sich bogenförmig von der Halbinsel Robinson Ridge über die Odbert- und Ardery-Inseln bis zum Peterson-Island mit den vorgelagerten kleineren Inseln. Sie bilden folierte Intrusionen aus Charnockiten. Sie entstanden wahrscheinlich durch teilweises Aufschmelzen einer mafischen unteren Erdkruste entstanden, die durch aufsteigendes basaltisches Magma während einer Deformationsphase mit Ausbildung der Granulit-Fazies erhitzt wurde. Diese Prozesse ereigneten sich in einem Zeitraum von ca. 1.205 bis vermutlich 1.150 mya, der der Kollision mit dem australischen Albany-Fraser-Orogen entspricht.
Die Ardery Charnockite auf Peterson-Island wurden durch zwei gabbronitisch-doleritische Dykeschwärme durchdrungen. Sie intrudierten zwischen ca. 1.140 und 1.110 mya.

#### Ford Granite
Die Ford Granite bestehen aus porphyrischen Graniten und bilden Aufschlüsse auf Ford- und Cloyd-Island. Sie bildeten sich um 1.170 mya.

#### Moränensedimente
Entlang der Vorderkante der Inland-Eisbedeckung erstrecken sich weit verbreitete Moränensedimente. Sie bilden die Løken-Moränen in Form eines N-S-tendierenden, küstenparallelen Gürtel, der fast 25 Kilometer lang und mehrere Meter bis mehrere hundert Meter breit ist. Er erstreckt sich von der östlichen Robinson Ridge bis zu den Küstengebieten westlich von Swains-Island. Es wird angenommen, dass sie den Rand des Kontinentaleisschildes darstellen.
Die Moränensedimente geben wichtige Auskünfte über die Entwicklung der Windmill-Inseln und deren Inlandbereiche. Sie setzen sich aus sandkorngroßen Gesteinsfragmenten und erratischen Felsbrocken von mehreren Zentimetern bis zu mehreren Metern Größe zusammen. Findlinge bestehen hauptsächlich aus hochgradig metamorphen Gesteinen mit einem vergleichbaren Gesteinsspektrum wie in den Windmill Metamorphics und Ardery Charnockiten. Darüber hinaus kommen Diorite, porphyrische Granodiorite und einige basaltische Vulkanite vor, die auf die Existenz weiterer verschiedener Gesteinsarten unterhalb der eisbedeckten Gebiete südöstlich der Windmill-Inseln hinweisen.
Detritische Zirkone ergeben ein Alterspektrum zwischen ca. 1.368 und 1.107 mya. Einige alte Zirkon-Populationen datieren von ca. 2.360 bis 1.411 mya. Sie könnten aus proterozoischen recycelten metapsammitischen Gneise stammen.
Das Fehlen von archaischen Zirkonen in den Moränensedimenten deutet auf ein paläoproterozoisches bis mesoproterozoisches Grundgebirge im Inneren von Wilkesland hin.

### Deformationen und Metamorphosen
In den Windmill Metamorphics traten bildeten sich mehrere Deformationen und Gesteinsmetamorphosen. Infolge der Deformationsphasen entstanden unterschiedliche Falten und Verformungen. Diese umfassen regional isoklinale, steil und eng stehende Falten, breitere, weniger enge konzentrische Falten oder sanfte Aufwölbungen, die steil nach Süden abfallen.
Der Metamorphosegrad nahm vom Norden nach Süden zu. In den nördlichen Bereichen entstand in dem Zeitraum von 1.340 bis 1.300 mya eine Amphibolit-Fazies in den metasedimentären Ablagerungen auf der Clark-Halbinsel. Diese steht im Zusammenhang mit der Entwicklung von Migmatiten und der Platznahme der frühen Granite. In den südlichen Bereichen der Windmill Metamorphics bildete sich eine Granulit-Fazies aus. Sie ereignete sich zwischen 1.240 und 1.140 mya kurz nach der Platznahme der Granitgneise. Der Übergang zwischen diesen unterschiedlichen Fazies liegt etwa zwischen der Clark- und der Bailey-Halbinsel.

### Geologische Zusammenhänge
Das Fehlen von archaischen Zirkonen in den Moränen legt nahe, dass die Kruste des Law Dome und die Binnengebiete von Wilkesland von Gesteinen aus dem Paläo- bis Mesoproterozoikum dominiert werden. Die Zirkonalter in den Moränen deuten auf eine überwiegend mesoproterozoische Entwicklung der Windmill-Inseln und der subglazialen Grundgebirge vom Law Dome und von Wilkesland hin. Auch haben deren Gesteine eine vergleichbare isotopische Zusammensetzung. Diese bilden wahrscheinlich ein ähnlich hochgradig metamorphes Terran aus dem Mesoproterozoikum wie die Windmill-Inseln.
Obwohl die etwa 400 Kilometer nördlich liegenden Bunger Hills und das Gebiet um den Denman-Gletscher von mesoproterozoischen Intrusionen und einer ähnlich hochgradigen Metamorphose wie die Windmill-Inseln betroffen waren, besteht deren Grundgebirge aus meso-neoarchischen bis paläoproterozoischen tonalitischen und granodioritischen Orthogneisen. Dadurch unterscheidet sie sich deutlich von dem der Windmill-Inseln. Außerdem traten in diesen Gebieten tektono-magmatische Prozesse während der Pan-Afrikanischen Orogenese auf, die in den Windmill-Inseln nicht festgestellt wurden.
Die mesoproterozoischen Prozesse der Windmill-Inseln und der benachbarten Gebiete um die Bunger Hills und dem Denman-Gletscher werden auf eine Kollision mit Bereichen des australischen Albany-Fraser-Orogens zurückgeführt. Dieser verläuft am südlichen Rand des Gawler-Kratons und des Yilgarn-Kraton. (siehe auch → Albany-Fraser-Orogen). In diesem Zeitraum formierte sich der Superkontinent Rodinia und korreliert etwa mit der Grenville-Orogenese.

## Gletschergeschichte
Mit Beginn des Kanäozoischen Eiszeitalters setzte die Vergletscherung der Antarktis ein. Während des Pleistozäns waren die Windmill-Insel stark vergletschert und von einem etwa 400 Meter dicken Eisschild bedeckt. Das letzte Gletschermaximum war vor ungefähr 18.000 Jahren. Zu diesem Zeitpunkt lag der eustatische Meeresspiegel um etwa 125 Meter niedriger. Der Vanderford-Gletscher füllte den tiefen Trog in Vincennes Bay südlich der Windmill-Inseln aus und formte auch eine Reihe von U-förmigen Tälern auf der Holl-Insel und Peterson Island sowie der Browning-Halbinsel.
Der Eisrückgang erfolgte in zwei getrennten Phasen. Zuerst wurden die südlichen Inseln und die Browning-Halbinsel vor etwa 8.000 Jahren eisfrei. Die nördlichen Inseln und die übrigen Halbinseln verloren vor etwa 5.500 Jahren ihre Eisbedeckung. Seither hat der antarktische Kontinent eine Phase der Abkühlung und Austrocknung durchlaufen.

## Klima
Das Klima der Windmühleninseln wird als kalt-antarktisch beschrieben. Die mittleren Temperaturen für den wärmsten und den kältesten Monat betragen +0,3 bzw. −14,9 °C. Die extremen Temperaturen liegen zwischen +9,2 °C und −41 °C. Der jährliche Niederschlag beträgt 175 Millimeter (Wasseräquivalent), der hauptsächlich als Schnee fällt. Im Sommer kann es jedoch gelegentlich regnen. Starke Winde mit mehr als 54 Kilometer pro Stunde treten häufig auf. Meistens kommen die Winde aus dem Gebiet des Law Domes.
Im Bereich der Casey-Station bricht das Meereis normalerweise erst Anfang Januar auf. Im Sommer (Dezember bis Januar) tritt täglich viel Sonnenschein auf, und Schmelzwasserströme sowie Süßwasseransammlungen sind häufig.

## Faunen
Im Bereich der Windmill-Inseln lebt eine vielfältige und reiche Säugetier- und Vogel-Fauna. Säugetiere sind vertreten durch die Weddellrobbe, den Krabbenfresser, der Rossrobbe, den Seeleopard und dem Südlichen See-Elefant. Das Spektrum der Vögel beinhaltet den Kaiserpinguin und den Adeliepinguin sowie verschiedenartige Sturmvögeln, Raubmöwen (Skuas),  Möwen und Seeschwalben.
Auf den Frazier-Inseln, der Clark-Halbinsel, der Bailey-Halbinsel, der Ardery-Insel und der Odbert-Insel wurden Schutzgebiete eingerichtet.